# Jaguarari
Jaguarari is een gemeente in de Braziliaanse deelstaat Bahia. De gemeente telt 30.484 inwoners (schatting 2009).

## Aangrenzende gemeenten
De gemeente grenst aan Andorinha, Campo Formoso, Curaçá, Juazeiro en Senhor do Bonfim.

## Galerij

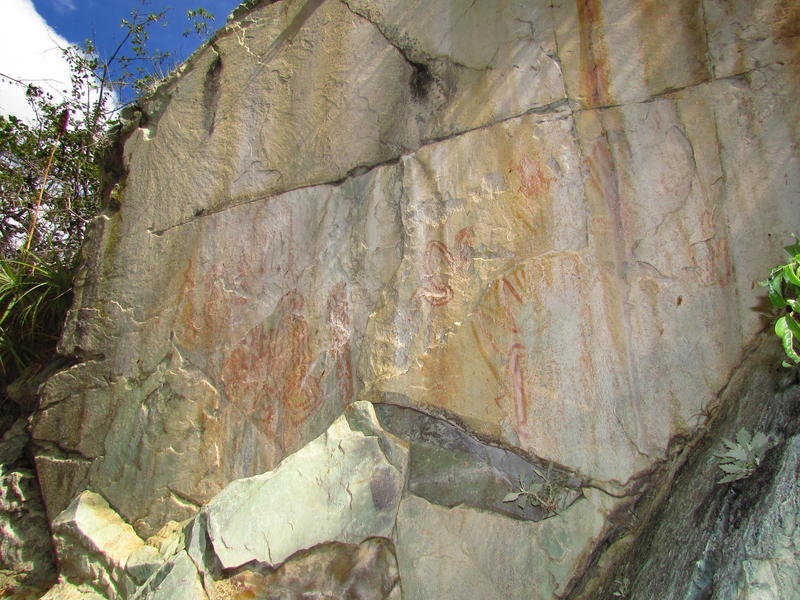
Rotstekening bij Jaguarari